# Gare de Dives-sur-Mer-Port-Guillaume
Ne doit pas être confondu avec Gare de Dives - Cabourg.
La gare de Dives-sur-Mer-Port-Guillaume est une gare ferroviaire française de la ligne de Mézidon à Trouville - Deauville, située sur le territoire de la commune de Dives-sur-Mer, dans le département du Calvados, en région Normandie.
Elle est mise en service en 2001 par la Société nationale des chemins de fer français (SNCF). C'est une halte de la SNCF, desservie par des trains TER Normandie. 

## Situation ferroviaire
Établie à 5 mètres d'altitude, la gare de Dives-sur-Mer-Port-Guillaume est située au point kilométrique (PK) 28,432 de la ligne de Mézidon à Trouville - Deauville entre les gares de Dives - Cabourg et de Houlgate.

## Histoire
La halte est mise en service en 2001 pour desservir le port de plaisance et le nouveau quartier résidentiel de Port-Guillaume.

## Fréquentation
De 2015 à 2023, selon les estimations de la SNCF, la fréquentation annuelle de la gare s'élève aux nombres indiqués dans le tableau ci-dessous.
| Année     | 2015  | 2016  | 2017  | 2018  | 2019  | 2020  | 2021  | 2022  | 2023  |
| --------- | ----- | ----- | ----- | ----- | ----- | ----- | ----- | ----- | ----- |
| Voyageurs | 2 978 | 2 669 | 2 978 | 1 828 | 2 510 | 1 567 | 2 663 | 3 223 | 2 906 |

## Service des voyageurs

### Accueil

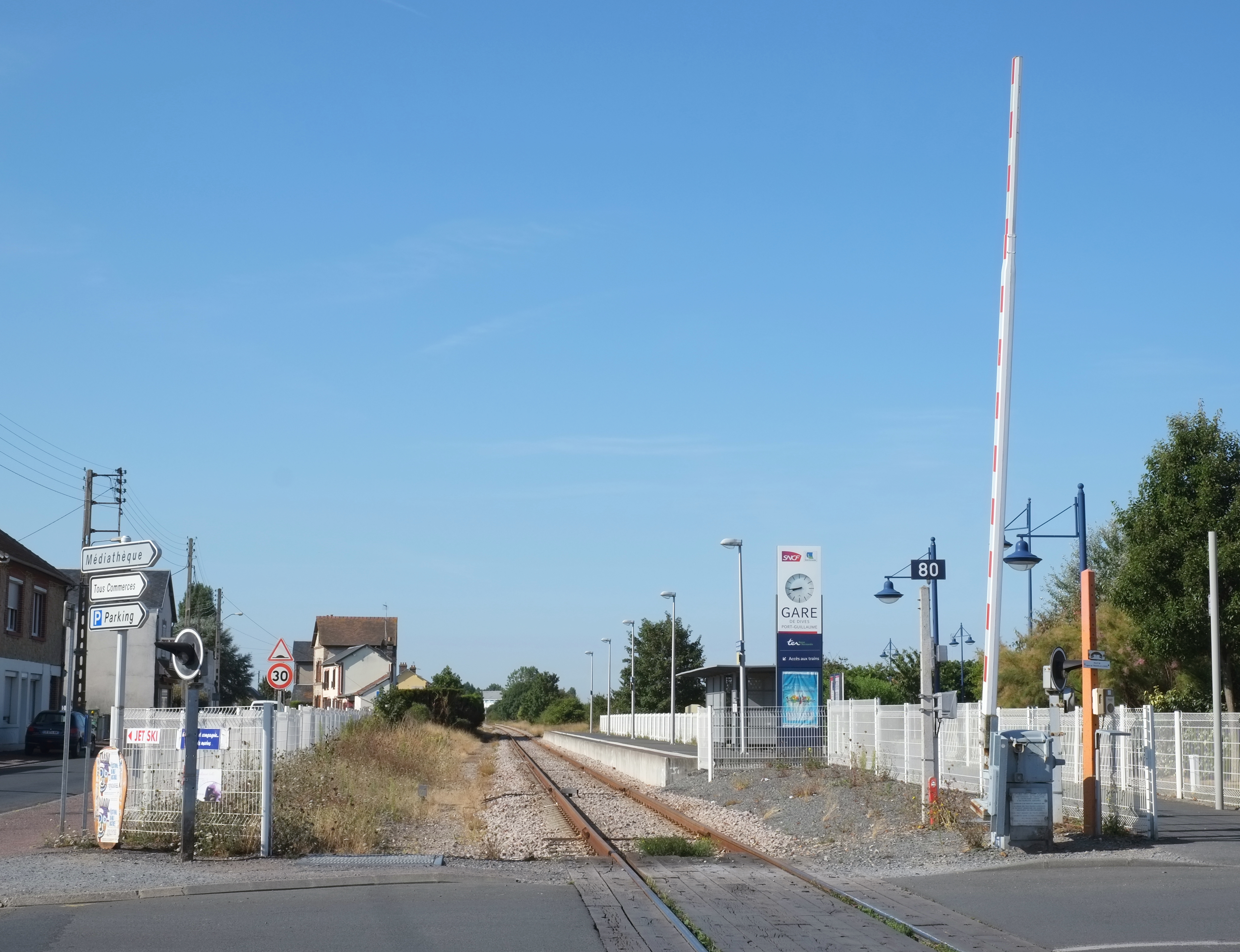
Vue générale de la halte.

Halte SNCF, c'est un point d'arrêt non géré (PANG) à entrée libre.

### Desserte
Dives-sur-Mer-Port-Guillaume est desservie par les trains TER Normandie qui effectuent des missions entre les gares de Trouville - Deauville et Dives - Cabourg. Comme toutes les gares de cette relation, elle n'est desservie que les week-end en hiver (le jeudi soir et du vendredi soir au lundi matin) et tous les jours en été.

### Intermodalité
Bien que le site TER n'indique pas de parking pour voiture, un vaste parking est disponible.